# 少年少女合唱団みずうみ
少年少女合唱団みずうみ（しょうねんしょうじょがっしょうだんみずうみ）は幼児から高校生までで構成される日本の合唱団である。

## 略歴・概要
1964年（昭和39年）、東京都保谷市（現西東京市）に声楽家・湖東和子（2010年2月没）が設立した。
ミラノ・スカラ座、英国ロイヤル・オペラ、ウィーン国立歌劇場、英国ロイヤル・バレエ団、スコティッシュ・バレエ団、ウィーンオペラ少年少女合唱団など、海外からのオペラや合唱コンサートに出演を重ねている。
2007年9月にフジテレビ系列で放映された「青春アカペラ甲子園 全国ハモネプリーグ2007夏」の優勝チーム　Soft Voiceは全員みずうみで育ったメンバーで構成された。
2010年5月「東久留米児童合唱団 そよかぜ」と名称を変えて活動を継続。
声楽家・東嶋裕子の指導により、東久留米市・成美教育文化会館でレッスンを行なっている。

## ディスコグラフィ

### CD化音源
- ウルトラマンタロウ/ウルトラマンCDシングル全集（1989年3月21日）「武村太郎･少年少女合唱団みずうみ」名義
  1. ウルトラマンタロウ
  2. ウルトラ六兄弟
  3. ウルトラの母のバラード
- ウルトラマンレオ/ウルトラマンCDシングル全集（1989年3月21日）「少年少女合唱団みずうみ、真夏竜」名義
  1. ウルトラマンレオ
  2. MACのマーチ
  3. 戦え!ウルトラマンレオ
- 危い土曜日（1990年12月15日）「DELUXE エリアル 接触篇」主題歌
  1. 危ない土曜日
  2. エリアルのうた
- 耳をすませば （1995年7月15日公開スタジオジブリ作品）

なお、

## 楽曲参加作品
- キックの鬼 （沢村忠・少年少女合唱団みずうみ）
- ウルトラマンA - 1984年以降に発売されているCDでクレジットされているが、オリジナル原盤におけるコーラスは「みすず児童合唱団」となっていた。『ウルトラマンA#音楽』も参照。
- ウルトラマンタロウ
- ウルトラマンレオ
- タイムパトロール隊オタスケマン
- 魔獣戦士ルナ・ヴァルガー
- みんなのうた放送曲一覧（あさ おきたん）
- ヤッターマン
- 世に万葉の花が咲くなり
- 流星人間ゾーン
- 家なき子
- ケンちゃんシリーズ